# 21 yêu sách
21 yêu sách (対華21ヶ条要求 Taika Nijūikkajō Yōkyū, giản thể: 二十一条; phồn thể: 二十一條; bính âm: Èrshíyī tiáo) là một nhóm các yêu sách được đưa ra trong suốt Thế chiến I bởi Đế chế Nhật Bản dưới quyền Thủ tướng Ōkuma Shigenobu gửi tới chính phủ Trung Hoa Dân quốc vào ngày 8 tháng 1 năm 1915. Những yêu cầu sẽ mở rộng nhiều sự kiểm soát của Nhật Bản lên Mãn Châu và nền kinh tế Trung Quốc, đã bị phản đối bởi Anh và Hoa Kỳ. Trong thỏa thuận cuối cùng Nhật Bản đã đạt được không đáng kể nhưng mất nhiều uy thế và lòng tin của Anh và Hoa Kỳ.

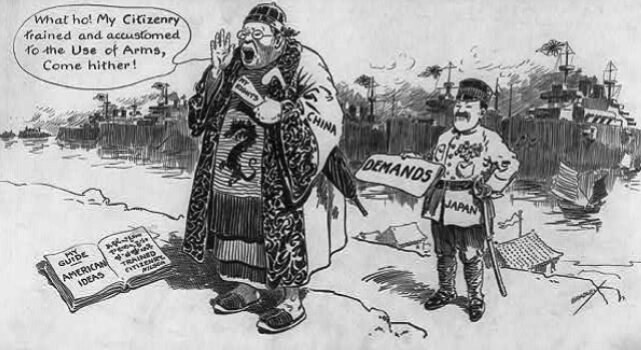
Trang biếm họa của Trung Quốc phản đối 21 yêu sách, 13 tháng 3 năm 1915

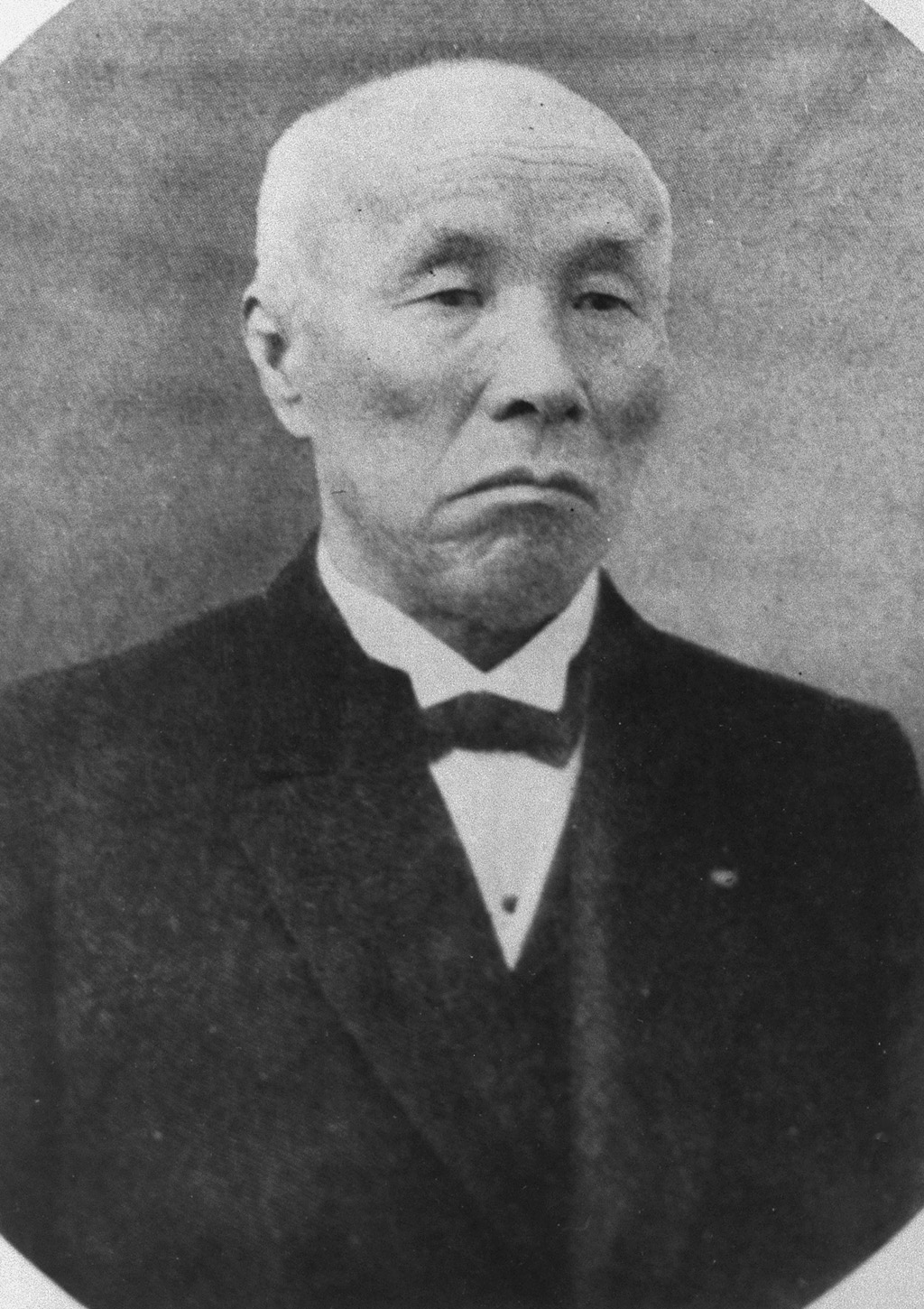
Thủ tướng Nhật Bản Ōkuma Shigenobu, người chỉ đạo biên soạn 21 yêu sách

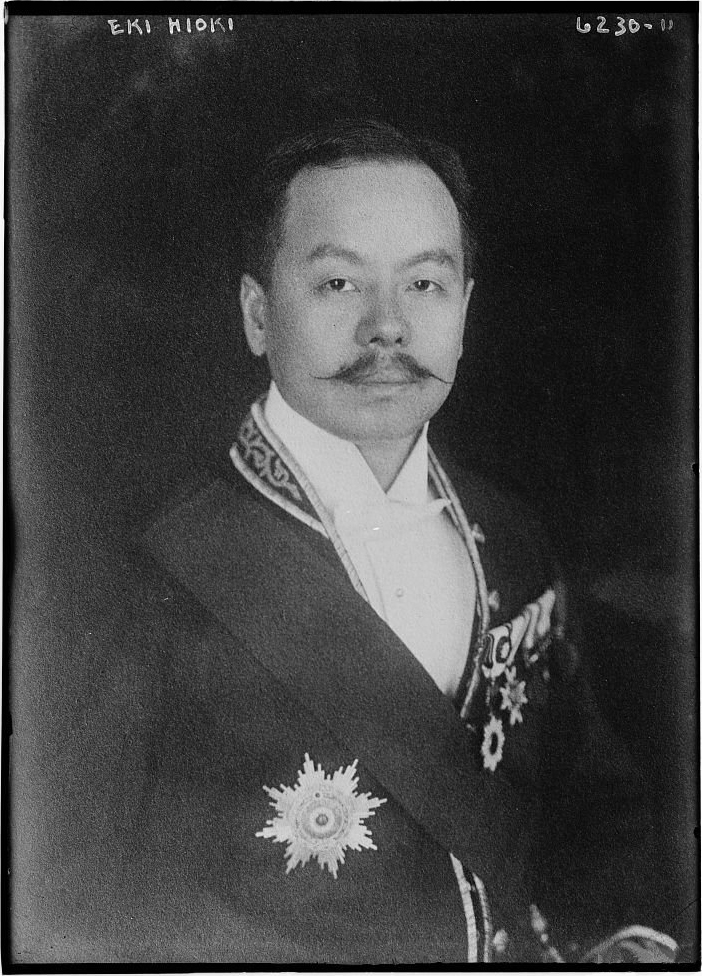
Eki Hioki (日置益)

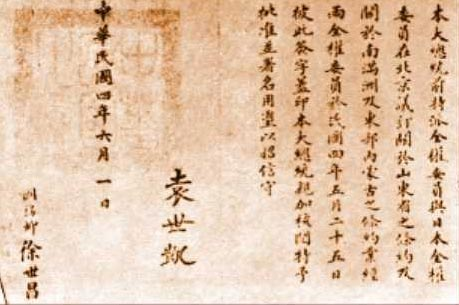
Tuyên bố của Trung Quốc về việc chấp nhận yêu sách ký bởi Yuan Shikai

Quần chúng Trung Quốc đã phản ứng bằng cách tự phát tẩy chay hàng hóa Nhật Bản; xuất khẩu của Nhật Bản tới Trung Quốc giảm 40%. Nước Anh bị xúc phạm và không còn lòng tin với Nhật như một đối tác. Trong khi Thế chiến I đang xảy ra, vị thế của Nhật đã mạnh và Anh yếu đi. Tuy nhiên, Anh (và Hoa Kỳ) đã ép Nhật bỏ yêu sách thứ 5 mà có thể cho Nhật một phạm vi rộng lớn của việc quản lý trên toàn bộ nền kinh tế Trung Quốc và đã kết thúc Chính sách Mở cửa. Nhật Bản và Trung Quốc đã đạt được một loạt các thỏa thuận mà 4 bộ mục tiêu đầu tiên đã được phê chuẩn vào 25 tháng 5 năm 1915.